# حسن رودباريان
حسن رودباريان (بالفارسية: حسن رودباریان)، من مواليد 6 يوليو 1978 في قزوين في إيران، لاعب كرة قدم إيراني.

## سيرته الكروية
بدأ مسيرته الكروية مع نادي باس طهران في عام 1999، ولعب معهم حتى عام 2007، ومنذ عام 2007 وهو يلعب مع نادي بيروسبيلوس. وقد بدأ باللعب مع منتخب إيران لكرة القدم في عام 2004 واعتزل اللعب سنة 2007م.

## وصلة خارجية
- حسن رودباريان على موقع قاعدة بيانات كرة القدم.إي يو (الإنجليزية)
- حسن رودباريان على موقع ناشيونال فوتبول تيمز (الإنجليزية)
- حسن رودباريان على موقع عالم كرة القدم.نت (الإنجليزية)

- Hassan Roudbarian at TeamMelli.com